# Кушва (станция)
Кушва — крупная грузопассажирская железнодорожная станция в городе Кушве Свердловской области, Россия. Один из трёх вокзалов города Кушвы. Расположена на линии Гороблагодатская — Серов, отходящей к северу от Горнозаводской железной дороги (бывшая Богословская железная дорога), первая станция в этом направлении. На станции работает небольшой одноэтажный деревянный вокзал постройки начала XX века с залом ожидания и билетной кассой с комплексом хозяйственных строений той же эпохи, в том числе и водонапорной башней. Также при станции находится большое депо.

## История
Железная дорога пришла в город Кушву 19 августа 1878 года, когда был сдан в эксплуатацию участок Екатеринбург-Пассажирский — Гороблагодатская, первый участок Горнозаводской железной дороги, а в 1903 году началось строительство линии Гороблагодатская — Надеждинск. Строительство продолжалось три года и завершилось в 1906 году. Поскольку Богословская железная дорога со станцией Кушва была частной, а Горнозаводская железная дорога — казённой, то на станции Гороблагодатская был организован так называемый «участок примыкания»: два приёмо-отправочных пути, несколько тупиков для отстоя вагонов, уложены перекрёстные стрелочные переводы, построен пункт передачи грузов и вагонов. Сейчас ответвление на станцию Кушву используется также и в качестве подъездного пути к одноимённому депо.

## Пассажирское сообщение
Через станцию транзитом проходят пассажирские поезда дальнего следования Пермь — Приобье, Екатеринбург — Приобье и Уфа — Приобье, Москва — Новый Уренгой и Новороссийск — Приобье (сезонный). На станции останавливаются электропоезда, следующие из Нижнего Тагила на Нижнюю Туру, Верхотурье, Серов.